# Patrick Rolland
Patrick Rolland (* 7. Juni 1969 in Montréal, Québec) ist ein ehemaliger kanadisch-französischer Eishockeytorwart und jetziger -trainer. 

## Karriere
Patrick Rolland begann seine Karriere als Eishockeyspieler bei Viry-Châtillon Essonne Hockey, für dessen Profimannschaft er von 1988 bis 1990 in der zweitklassigen Division 1 aktiv war. Anschließend spielte er ein Jahr lang für den Hockey Club de Reims in der höchsten französischen Spielklasse, ehe der Torwart von 1991 bis 1996 für die Brûleurs de Loups de Grenoble zwischen den Pfosten stand – zunächst zwei Jahre in der Division 1 und ab 1993 in der höchsten Spielklasse des Landes. Mit Grenoble gewann er 1994 die Coupe de France. In der Saison 1996/97 wurde er mit Brest Albatros Hockey Französischer Meister. Die folgenden beiden Jahre verbrachte er beim Zweitligisten Diables Rouges de Briançon, bei deren Ligarivalen Ours de Villard-de-Lans er in der Saison 1999/2000 unter Vertrag stand. Von 2000 bis 2005 trat er erneut für die Brûleurs de Loups de Grenoble an, bei denen er anschließend im Alter von 36 Jahren seine aktive Karriere beendete. 
Von 2006 bis 2010 war Rolland Cheftrainer der französischen U20-Nationalmannschaft, die er zuvor bereits als Assistenztrainer betreut hatte. Im gleichen Zeitraum war er zudem als Co-Trainer für seinen Ex-Klub aus Grenoble tätig gewesen. 2006 war er zudem kurzfristig Torwarttrainer der Senioren-Nationalmannschaft.

### International
Für Frankreich nahm Rolland an den B-Weltmeisterschaften 2001, 2002 und 2003 sowie den A-Weltmeisterschaften 2000 und 2004 teil. Zudem stand er im Aufgebot seines Landes bei den Olympischen Winterspielen 2002 in Salt Lake City.

## Erfolge und Auszeichnungen
- 1994 Coupe de France mit den Brûleurs de Loups de Grenoble
- 1997 Französischer Meister mit Brest Albatros Hockey
- 2005 Ligue Magnus All-Star Team

### International
- 2003 Aufstieg in die Top-Division bei der Weltmeisterschaft der Division I